# Composizioni di Aleksandr Nikolaevič Skrjabin

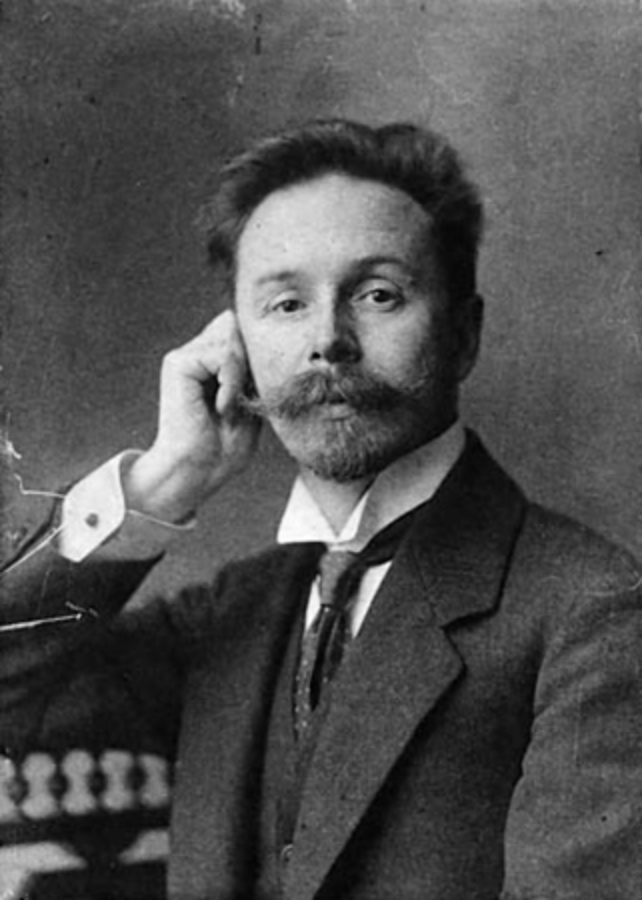
Alexander Nikolayevich Scriabin

Questo è un elenco di composizioni di Alexander Skrjabin.
L'elenco è classificato per genere, con le opere per pianoforte organizzate per stile del pezzo. La lista può essere ordinata per numero di Opus e numero di WoO (per lo più opere antiche pubblicate postume) e numero di Anh (per lo più opere frammentarie), facendo clic sull'intestazione "Opus" della tabella. Ordinati in questo ordine Opus/WoO/Anh, le voci duplicate (quelle elencate inizialmente in più di un genere) vengono spostate in fondo all'elenco con le intestazioni del genere non utilizzate.
La maggior parte delle opere di Skrjabin ha numeri di opus. Il suo lavoro può essere diviso in tre periodi (alquanto arbitrari), basati su una crescente atonalità: inizio 1883–1902 (opp. 1–29); metà, 1903–1909 (opp. 30–58) e tardo, 1910–1915 (opp. 59–74). Lo sviluppo dello stile di Skrjabin può essere rintracciato nelle sue dieci sonate pubblicate per pianoforte. Le prime quattro sono in stile romantico. Inizialmente la musica ricorda Chopin, ma la voce singolarissima di Skrjabin, presente sin dall'inizio, diventa pienamente presente anche in questi primi brani. Con la quarta e la quinta sonata Skrjabin ha esplorato armonie cromatiche più complesse. Ognuna delle seguenti sonate è spesso altamente dissonante e presenta una nuova forma di tonalità che alcuni descrivono come atonale e altri descrivono come semplicemente diversa dalla tonalità convenzionale. Vers la Flamme doveva essere l'undicesima sonata, ma fu costretto a pubblicarla presto a causa di problemi finanziari. La maggior parte delle sonate di Skrjabin consiste in un solo movimento; la prima e la terza sono le uniche con movimenti multipli tipici della forma sonata.

## Elenco di composizioni
| Opus                 | Titolo | Partitura/Spartito                                            | Data            | Note |
| -------------------- | --- | ------------------------------------------------------------- | --------------- | --- |
| Opere orchestrali    | |                                                               |                 | |
|                      | Rondo | orchestra                                                     | 1883–87         | nessun dettaglio disponibile |
| A18                  | Scherzo in Fa maggiore | orchestra d'archi                                             | 1888 (1889?)    | frammento; ricostruito da Daniel Bosshard nel 1987 come 2° mov. di "Andante e Scherzo" con Anh 20 |
| 20                   | Concerto per pianoforte in Fa diesis minore | piano & orchestra                                             | 1896            | |
| W24                  | Allegro sinfonico in Re minore | orchestra                                                     | 1896(–97?)      | incompiuto; probabilmente inteso come movimento di una Sinfonia; completato da Alexander Gauk nel 1949 come "Poema sinfonico in re minore", registrato da Boris Demchenko (cond), pubblicato da Melodiya come LP nel 1972, CD 1993; arrangiato anche per pianoforte solo da Leonid Sabaneyev come Poème (en forme d'une sonate) pubblicato nel 1926 come n. 2 di 2 Oeuvres posthumes con il suo arrangiamento per pianoforte solista Fantaisie, WoO 18; arrangiato anche per pianoforte solista da Nikolai Zhilyayev, pubblicato nel 1928 |
| 24                   | Rêverie | orchestra                                                     | 1898            | arrangiato anche per pianoforte a quattro mani da Alexander Winkler su richiesta di Skrjabin, pubblicato nel 1899 |
| A20                  | Andante in La maggiore | orchestra d'archi                                             | 1899            | frammento; ricostruito da Daniel Bosshard nel 1987 come 1° mov. di "Andante e Scherzo" con Anh 18 |
| 26                   | Sinfonia n. 1 in Mi maggiore | orchestra, con coro e solisti                                 | 1900            | arrangiato anche per pianoforte a quattro mani da Alexander Winkler su richiesta di Skrjabin, pubblicato nel 1900 |
| 29                   | Sinfonia n. 2 in Do minore | orchestra                                                     | 1902            | arrangiato anche per pianoforte a quattro mani da Vasily Kalafati su richiesta di Skrjabin, pubblicato nel 1903 |
| 43                   | Le divin poème, Sinfonia n. 3 in Do minore | orchestra                                                     | 1903            | arrangiato anche per pianoforte a quattro mani da Lev Konyus (Léon Conus) su richiesta di Skrjabin, pubblicato nel 1905 |
| 54                   | Le Poème de l'extase (Sinfonia n. 4) | orchestra                                                     | 1907            | arrangiato anche per 2 pianoforti da Lev Konyus (Léon Conus) su richiesta di Skrjabin, pubblicato nel 1908 |
| 60                   | Prométhée, Le Poème du feu, Sinfonia n. 5 | orchestra, con pianoforte, organo, clavier à lumières, e coro | 1910            | arrangiato anche per 2 pianoforti da Leonid Sabaneyev su richiesta di Skrjabin, pubblicato nel 1913 |
| Opere per pianoforte | |                                                               |                 | |
| Fogli d'album        | |                                                               |                 | |
| W17                  | Feuillet d'Album de Monighetti (Foglio album per O.I. Monighetti) in La bemolle maggiore | piano                                                         | 1889            | pubblicato nel 1947 |
| 45#1                 | Feuillet d'album (Foglio album) in Mi bemolle maggiore, n. 1 da 3 Morceaux, Op. 45 | piano                                                         | 1904            | |
| W25                  | Feuillet d'Album (Foglio album) in Fa diesis maggiore | piano                                                         | 1905            | pubblicato nel 1905 |
| 58                   | Feuillet d'Album (Foglio album) | piano                                                         | 1910            | |
| Danze                | |                                                               |                 | |
| 51#4                 | Danse languide, n. 4 da 4 Morceaux, Op. 51 | piano                                                         | 1906            | |
| 57#2                 | Caresse dansée, n. 2 da 2 Morceaux, Op. 57 | piano                                                         | 1908            | |
| 73                   | 2 Danze - - Guirlandes (Ghirlande) - Flammes sombres (Fiamme scure) | piano                                                         | 1914            | |
| Studi                | |                                                               |                 | |
| A8                   | Ètude in Re bemolle maggiore | piano                                                         | 1887            | solo un frammento |
| A9                   | Ètude in Fa diesis maggiore | piano                                                         | 1887?           | solo un frammento |
| 2#1                  | Étude in Do diesis minore, n. 1 da 3 Morceaux, Op. 2 | piano                                                         | 1887            | |
| W22                  | Étude in Re diesis minore | piano                                                         | 1894            | inteso come n. il 12 di 12 Études, op. 8, ma scartato; pubblicato nel 1947 |
| 8                    | 12 Études, Op. 8 - Do diesis maggiore - Fa diesis minore - Si minore - Si maggiore - Mi maggiore - La maggiore - Si bemolle minore - La bemolle maggiore - Sol diesis minore - Re bemolle maggiore - Si bemolle minore - Étude in Re diesis minore, Op. 8, n. 12 | piano                                                         | 1894            | |
| 42                   | 8 Études, Op. 42 - Re bemolle maggiore - Fa diesis minore - Fa diesis maggiore - Fa diesis maggiore - Do diesis minore - Re bemolle maggiore - Fa minore - Mi bemolle maggiore | piano                                                         | 1903            | |
| 49#1                 | Étude in Mi bemolle maggiore, n. 1 da 3 Morceaux, Op. 49 | piano                                                         | 1905            | |
| 56#4                 | Étude, n. 4 da 4 Pièces, Op. 56 | piano                                                         | 1908            | |
| 65                   | 3 Études, Op. 65 - (Allegro fantastico) - (Allegretto) - (Molto vivace) | piano                                                         | 1911–12         | |
| Fantasie             | |                                                               |                 | |
| W6                   | Sonate-Fantaisie in Sol diesis minore | piano                                                         | 1886            | pubblicato nel 1940 |
| W18                  | Fantaisie in La minore | 2 piano                                                       | 1892–93         | molti cataloghi e pubblicazioni risalgono al 1889, ma il manoscritto inedito è datato dic. 1892 - gennaio. 1893; destinato al piano e all'orchestra, la seconda parte del piano è chiaramente una riduzione orchestrale, mentre il 1º piano è chiaramente il solista; tuttavia, non è chiaro se questa sia la versione originale finale da orchestrare in seguito, o una riduzione da una partitura orchestrale ormai perduta; se fosse quest'ultima, la partitura orchestrale perduta potrebbe essere la versione composta nel 1889; 2ª parte per pianoforte orchestrata da G. Zinger, registrata da Igor Zhukov (p) Mikhail Yurovsky (dirett.), pubblicato da Melodiya su LP 1972, CD 1993; 2ª parte per pianoforte orchestrata da Gennadij Roždestvenskij, registrata nel 1998 da Rozhdestvensky (dirett.) Viktoria Postnikova (p), pubblicata da Chandos 1999; riorganizzato da Ethel Bartlett e Rae Robertson che ridistribuisce le 2° parti di piano più equamente tra loro, pubblicato nel 1940, varie registrazioni; arrangiato anche per pianoforte solo da Leonid Sabaneyev pubblicato nel 1926 come n. 1 di 2 Oeuvres posthumes con il suo arrangiamento solista per pianoforte di "Symphonic Allegro", WoO 24 |
| 19                   | Sonate-Fantaisie n. 2 in Sol diesis minore | piano                                                         | 1897            | |
| 28                   | Fantaisie in Si minore | piano                                                         | 1900            | |
| Fughe                | |                                                               |                 | |
| W12                  | Fugue in Fa minore | piano                                                         | 1888            | |
| –                    | Fugue in Fa minore | 2 piano                                                       | 1888?           | arrangiamento del WoO 12 |
| W13                  | Fugue in Fa minore | piano                                                         | 1888            | |
| –                    | Fugue in Fa minore | 2 piano                                                       | 1888?           | arrangiamento del WoO 13 |
| W20                  | Fugue à 5 voix in Mi minore (Fuga a 5) | piano                                                         | 1892            | pubblicato nel 1916 |
| Impromptu            | |                                                               |                 | |
| A13                  | Valse-impromptu in Mi bemolle maggiore | piano                                                         | 1887            | solo un frammento |
| 2#3                  | Impromptu à la mazur (Impromptu-Mazurca) in Do maggiore, n. 3 da 3 Morceaux, Op. 2 | piano                                                         | 1889            | |
| 7                    | 2 Impromptus à la mazur (2 Impromptu-Mazurche) - Sol diesis minore - Fa diesis maggiore | piano                                                         | 1892            | |
| 10                   | 2 Impromptus - Fa diesis minore - La maggiore | piano                                                         | 1894            | |
| 12                   | 2 Impromptus - Fa diesis maggiore - Si bemolle minore | piano                                                         | 1895            | |
| 14                   | 2 Impromptus - Si maggiore - Fa diesis minore | piano                                                         | 1895            | |
| Mazurche             | |                                                               |                 | |
| W14                  | Mazurca in Si minore | piano                                                         | 1884            | |
| W11 W15 W16          | 3 Mazurche - Do maggiore - Si minore - Fa maggiore | piano                                                         | 1886 1889       | pubblicato nel 1893 |
| 2#3                  | Impromptu à la mazur (Impromptu-Mazurca) in Do maggiore, n. 3 da 3 Morceaux, Op. 2 | piano                                                         | 1889            | |
| 3                    | 10 Mazurche, Op. 3 - Si minore - Fa diesis minore - Sol minore - Mi maggiore - Re diesis minore - Do diesis minore - Mi minore - Si bemolle minore - Sol diesis minore - Mi bemolle minore | piano                                                         | 1889            | |
| 7                    | 2 Impromptus à la mazur (2 Impromptu-Mazurche) - Sol diesis minore - Fa diesis maggiore | piano                                                         | 1892            | |
| 25                   | 9 Mazurche, Op. 25 - Fa minore - Do maggiore - Mi minore - Mi maggiore - Do diesis minore - Fa diesis maggiore - Fa diesis minore - Si maggiore - Mi bemolle minore | piano                                                         | 1899            | |
| 40                   | 2 Mazurche - Re bemolle maggiore - Fa diesis maggiore | piano                                                         | 1903            | |
| Morceaux             | |                                                               |                 | |
| 2                    | 3 Morceaux - - Étude Op. 2 n. 1 in Do diesis minore - Prélude in Si maggiore - Impromptu à la mazur (Impromptu-Mazurka) in Do maggiore | piano                                                         | 1887 1889       | |
| 9                    | Prelude and Nocturne per la mano sinistra, Op. 9 - - Prélude in Do diesis minore - Nocturne in Re bemolle maggiore | piano mano sinistra                                           | 1894            | |
| 45                   | 3 Morceaux - - Feuillet d'album (Fogli d'album) in Mi bemolle maggiore - Poème fantasque (Poesia capricciosa) in Do maggiore - Prélude in Mi bemolle maggiore | piano                                                         | 1904            | |
| 49                   | 3 Morceaux - - Étude in Mi bemolle maggiore - Prelude Op. 49 n. 2 in Fa maggiore - Rêverie in Do maggiore | piano                                                         | 1905            | |
| 51                   | 4 Morceaux - Fragilité Prelude Op. 51 n. 2 in La minore Poème ailé (Poesia alata) Danse languide | piano                                                         | 1906            | |
| 52                   | 3 Morceaux - Poème in Do maggiore Enigme Poème languide in Si maggiore | piano                                                         | 1907            | |
| 56                   | 4 Pièces - Prélude in Mi bemolle maggiore Ironies in Do maggiore Nuances Étude | piano                                                         | 1908            | |
| 57                   | 2 Morceaux - Désir Caresse dansée | piano                                                         | 1908            | |
| 59                   | 2 Pièces - Poème Prelude, Op. 59, n. 2 | piano                                                         | 1910            | |
| Notturni             | |                                                               |                 | |
| W3                   | Nocturne in La bemolle maggiore | piano                                                         | 1884–86 (–85?)  | pubblicato nel 1910 |
| 5                    | 2 Nocturnes - Fa diesis minore - La maggiore | piano                                                         | 1890            | |
| 9#2                  | Nocturne in Re bemolle maggiore, n. 2 da "Prélude et Nocturne", Op. 9 | piano left-hand                                               | 1894            | |
| 61                   | Poème-Nocturne | piano                                                         | 1912            | |
| Poemi                | |                                                               |                 | |
| 32                   | 2 Poèmes - Fa diesis maggiore - D major | piano                                                         | 1903            | |
| 34                   | Poème tragique (Tragic Poem) in Si bemolle maggiore | piano                                                         | 1903            | |
| 36                   | Poème satanique (Satanic Poem) in Do maggiore | piano                                                         | 1903            | |
| 41                   | Poème in Re bemolle maggiore | piano                                                         | 1903            | |
| 44                   | 2 Poèmes - C major (Lento) - C major (Moderato) | piano                                                         | 1904            | |
| 45#2                 | Poème fantasque in Do maggiore, n. 2 da 3 Morceaux, Op. 45 | piano                                                         | 1904            | |
| 51#3                 | Poème ailé, n. 3 da 4 Morceaux, Op. 51 | piano                                                         | 1906            | |
| 52#1                 | Poème in Do maggiore, n. 1 da 3 Morceaux, Op. 52 | piano                                                         | 1907            | |
| 52#3                 | Poème languide in Si maggiore, n. 3 da 3 Morceaux, Op. 52 | piano                                                         | 1907            | |
| 59#1                 | Poème, n. 1 da 2 Pièces, Op. 59 | piano                                                         | 1910            | |
| 61                   | Poème-Nocturne | piano                                                         | 1912            | |
| 63                   | 2 Poèmes - Masque (Mask) - Étrangeté (Strangeness) | piano                                                         | 1912            | |
| 69                   | 2 Poèmes - (Allegretto) - (Allegretto) | piano                                                         | 1913            | |
| 71                   | 2 Poèmes - Fantastique (Fantastic) - En rêvant (Dreaming) | piano                                                         | 1914            | |
| 72                   | 'Vers la flamme, Poème' | piano                                                         | 1914            | |
| Preludi              | |                                                               |                 | |
|                      | Prélude in Re minore | piano                                                         | 1883            | nessun dettaglio disponibile |
| 2#2                  | Prélude in Si maggiore, n. 2 da 3 Morceaux, Op. 2 | piano                                                         | 1889            | |
| 9#1                  | Prélude in Do diesis minore, n. 1 da "Prélude et Nocturne", Op. 9 | piano mano sinistra                                           | 1894            | |
| 11                   | 24 Preludes, Op. 11 - Prelude Op. 11 n. 1 in Do maggiore - La minore - Sol maggiore - Prelude Op. 11 n. 4 in Mi minore - Re maggiore - Si minore - La maggiore - Fa diesis minore - Prelude Op. 11 n. 9 in Mi maggiore - Prelude Op. 11 n. 10 in Do diesis minore - Si maggiore - Sol diesis minore - Sol bemolle maggiore - Mi bemolle minore - Re bemolle maggiore - Si bemolle minore - La bemolle maggiore - Fa minore - Mi bemolle maggiore - Do minore - Si bemolle maggiore - Sol minore - Fa maggiore - Re minore | piano                                                         | 1888–96         | il n. 4 era originariamente una Ballade incompiuta, Anh. 14, scritta nel 1887. I suoi temi furono rielaborati nel 1888 e ribattezzati Prélude, intesi in un gruppo di Morceaux. Dopo che il n. 6 e il Prélude dell'op. 2 furono scritti nel 1889, solo l'op. 2 è stata raggruppata in una raccolta Morceaux e il numero 4 e il numero 6 furono messi da parte. Dopo aver scritto un altro Prélude n. 10 nel 1893-1894, Skrjabin decise nel 1895 di scriverne un set di 24 in tutte le chiavi maggiore e minore e includeva i 3 precedentemente scritti nel nuovo set. I restanti 21 furono scritti tra il 1895 e il 1896. |
| 13                   | 6 Préludes - Do maggiore - La minore - Sol maggiore - Mi minore - Re maggiore - Si minore | piano                                                         | 1895            | |
| 15                   | 5 Préludes - La maggiore - Fa diesis minore - Mi maggiore - Mi maggiore - Do diesis minore | piano                                                         | 1896            | |
| 16                   | 5 Préludes - Si maggiore - Sol diesis minore - Sol bemolle maggiore - Mi bemolle minore - Fa diesis maggiore | piano                                                         | 1895            | |
| 17                   | 7 Préludes - Re minore - Mi bemolle maggiore - Re bemolle maggiore - Si bemolle minore - Fa minore - Si bemolle maggiore - Sol minore | piano                                                         | 1896            | |
| 22                   | 4 Préludes - Sol diesis minore - Do diesis minore - Si maggiore - Si minore | piano                                                         | 1897            | |
| 27                   | 2 Préludes - Sol minore (Patetico) - Si maggiore (Andante) | piano                                                         | 1901            | |
| 31                   | 4 Préludes - Re bemolle maggiore/Do maggiore - Fa diesis minore - Mi bemolle minore - Do maggiore | piano                                                         | 1903            | |
| 33                   | 4 Préludes - Mi maggiore - Fa diesis maggiore - Do maggiore - La bemolle maggiore | piano                                                         | 1903            | |
| 35                   | 3 Préludes - Re bemolle maggiore - Si bemolle maggiore - Do maggiore | piano                                                         | 1903            | |
| 37                   | 4 Préludes - Si bemolle minore - Fa diesis maggiore - Si maggiore - Sol minore | piano                                                         | 1903            | |
| 39                   | 4 Préludes - Fa diesis maggiore - Re maggiore - Sol maggiore - La bemolle maggiore | piano                                                         | 1903            | |
| 45#3                 | Prélude in Mi bemolle maggiore, n. 3 da 3 Morceaux, Op. 45 | piano                                                         | 1904            | |
| 48                   | 4 Préludes - Fa diesis maggiore - Do maggiore - Re bemolle maggiore - Do maggiore | piano                                                         | 1905            | |
| 49#2                 | Prélude in Fa maggiore, n. 2 da 3 Morceaux, Op. 49 | piano                                                         | 1905            | |
| 51#2                 | Prélude in La minore, n. 2 da 4 Morceaux, Op. 51 | piano                                                         | 1906            | |
| 56#1                 | Prélude in Mi bemolle maggiore, n. 1 da 4 Pièces, Op. 56 | piano                                                         | 1908            | |
| 59#2                 | Prélude, n. 2 da 2 Pièces, Op. 59 | piano                                                         | 1910            | |
| 67                   | 2 Préludes - (Andante) - (Presto) | piano                                                         | 1913            | |
| 74                   | 5 Preludes, Op. 74 - (Douloureux, déchirant) - Prelude Op. 74 n. 2 (Très lent, contemplatif) - (Allegro drammatico) - (Lent, vague, indécis) - (Fier, belliqueux) | piano                                                         | 1914            | |
| Scherzi              | |                                                               |                 | |
| W4                   | Scherzo in Mi bemolle maggiore | piano                                                         | 1886            | |
| W5                   | Scherzo in La bemolle maggiore | piano                                                         | 1886            | |
| 46                   | Scherzo | piano                                                         | 1905            | |
| Sonate               | |                                                               |                 | |
| W6                   | Sonata-Fantasia per pianoforte | piano                                                         | 1886            | dedicata a Natalya Sekerina; pubblicata nel 1940 |
| A11                  | Sonata in Do diesis minore | piano                                                         | 1887            | solo un frammento |
| W19                  | Sonata in Mi bemolle minore - Allegro appassionato - Andantino - Presto | piano                                                         | 1887–89         | pubblicato nel 1986 col 2° mov. completato da qualcun altro; - rivisto come Op. 4 - incompiuto - pubblicato nel 1947 separatamente come "Presto" |
| 6                    | Sonata n. 1 in fa minore | piano                                                         | 1892            | |
| 19                   | Sonata fantasia n. 2 in sol diesis minore | piano                                                         | 1897            | |
| 23                   | Sonata n. 3 in Fa diesis minore, États d'âme (Stati d'animi) | piano                                                         | 1898            | |
| 30                   | Sonata n. 4 in Fa diesis maggiore | piano                                                         | 1903            | |
| 53                   | Sonata n. 5 | piano                                                         | 1907            | |
| 62                   | Sonata n. 6 | piano                                                         | 1911–12         | |
| 64                   | Sonata n. 7, Messe blanche (Messa bianca) | piano                                                         | 1912            | |
| 66                   | Sonata n. 8 | piano                                                         | 1912–13         | |
| 68                   | Sonata n. 9, Messe noir (Messa nera) | piano                                                         | 1913            | |
| 70                   | Sonata n. 10, Sonata Insetti | piano                                                         | 1913            | |
| Valzer               | |                                                               |                 | |
| W8                   | Valse in Re bemolle maggiore | piano                                                         | 1886            | pubblicato nel 1929 |
| W7                   | Valse in Sol diesis minore | piano                                                         | 1886            | |
| 1                    | Valse in Fa minore | piano                                                         | 1886            | |
| A13                  | Valse-impromptu in Mi bemolle maggiore | piano                                                         | 1887            | solo un frammento |
| 38                   | Valse in La bemolle maggiore | piano                                                         | 1903            | |
| 47                   | Quasi-valse in Fa maggiore | piano                                                         | 1905            | |
| Varie                | |                                                               |                 | |
| W1                   | Canone in Re minore | piano                                                         | 1883(–84?)      | pubblicato nel 1927 |
|                      | Rhapsodie hongroise (Rapsodia ungherese) | piano                                                         | 1883–87         | nessun dettaglio disponibile |
| W9                   | Variations sur un thème de M'lle Egorov (Variazioni su un tema di Mademoiselle Yegorova) in fa minore (Variazioni Egoroff) | piano                                                         | 1887            | pubblicato nel 1947 |
| A14                  | Ballade in Si bemolle minore | piano                                                         | 1887(–88?)      | solo un frammento; alcuni temi usati più avanti nel Prélude, Op. 11 n. 4 |
| A16                  | Piano Piece in Si bemolle minore | piano                                                         | 1887            | scoperto essere completo |
| 4                    | Allegro Appassionato in Mi bemolle minore | piano                                                         | 1892            | versione rivista del 1° mov. della Sonata in mi bemolle minore, WoO 19 |
| 18                   | Allegro de concert in Si bemolle minore | piano                                                         | 1896            | |
| –                    | Allegro in Re minore | 2 piano                                                       | 1897?           | riduzione del "Symphonic Allegro", WoO 24; pubblicato nel 1997 |
| 21                   | Polonaise in Si bemolle minore | piano                                                         | 1897            | |
| –                    | Concerto per pianoforte in Fa diesis minore | 2 piano                                                       | 1896–98?        | riduzione della parte orchestrale dell'op. 20 per un secondo piano |
| 49#3                 | Rêverie in Do maggiore, n. 3 da 3 Morceaux, Op. 49 | piano                                                         | 1905            | |
| 51#1                 | Fragilité, n. 1 da 4 Morceaux, Op. 51 | piano                                                         | 1906            | |
| 52#2                 | Enigme, n. 2 da 3 Morceaux, Op. 52 | piano                                                         | 1907            | |
| 56#2                 | Ironies in Do maggiore, n. 2 da 4 Pièces, Op. 56 | piano                                                         | 1908            | |
| 56#3                 | Nuances, n. 3 da 4 Pièces, Op. 56 | piano                                                         | 1908            | |
| 57#1                 | Désir (Desire), n. 1 da 2 Morceaux, Op. 57 | piano                                                         | 1908            | |
| 57#2                 | Caresse dansée, n. 2 da 2 Morceaux, Op. 57 | piano                                                         | 1908            | |
| 63#1                 | Masque, n. 1 da 2 Poèmes, Op. 63 | piano                                                         | 1912            | |
| 63#2                 | Étrangeté (Stranezza), n. 2 da 2 Poèmes, Op. 63 | piano                                                         | 1912            | |
| '71#1                | Fantastique, n. 1 da 2 Poèmes, Op. 71 | piano                                                         | 1914            | |
| '71#2                | En rêvant (Sognando), n. 2 da 2 Poèmes, Op. 71 | piano                                                         | 1914            | |
| 72                   | 'Vers la flamme (Verso la fiamma), Poème' | piano                                                         | 1914            | |
| 73#1                 | Guirlandes (Ghirlande), n. 1 da 2 Danses, Op. 73 | piano                                                         | 1914            | |
| 73#2                 | Flammes sombres (Fiamme scure), n. 2 da 2 Danses, Op. 73 | piano                                                         | 1914            | |
| Altri lavori         | |                                                               |                 | |
| W10                  | Duett in Re minore | 2 voci e pianoforte                                           | 1886            | |
|                      | Fantasie in La minore | strumentazione sconosciuta                                    | 1887–88         | come il WoO 18? |
| W21                  | Romance in La minore | corno (o violoncello) e pianoforte                            | 1890 (1893–97?) | pubblicato nel 1927 |
| W2                   | Romance in Fa diesis maggiore | voce e pianoforte                                             | 1894 (1892–93?) | dedicato a Natalya Sekerina; pubblicato nel 1924 |
| A?                   | Keistut e Biruta | opera                                                         | c.1898          | incompiuta; completato da schizzi di Alexander Nemtin del 1971 circa come Oratorio per soprano, baritono e orchestra, presentato per la prima volta nel 1971 circa, registrato nel 1971 privatamente da Nemtin inedito |
| W23                  | "Variazioni su un tema russo" (tema e 11 variazioni) in sol maggiore | quartetto d'archi                                             | 1899 (1898?)    | composizione collaborativa di Artsybushev, Skrjabin, Glazunov, Rimsky-Korsakov, Lyadov, Vītols, Blumenfeld, Ewald, Winkler e Sokolov; Skrjabin ha scritto la Variazione n. 2; pubblicato nel 1899 |
| 50                   | (numero di opus riservato o inutilizzato) |                                                               | 1905–06         | |
| 55                   | (numero di opus riservato o inutilizzato) |                                                               | 1907–08         | |
| A?                   | Mysterium | teatro                                                        | 1903–15         | lavoro interattivo multimediale; frammenti incompiuti di "Atto introduttivo" nel manoscritto; "Azione introduttiva" completata da schizzi di Alexander Nemtin come "Preparazione al mistero finale" in 3 parti: Parte 1 "Universo" 1970-72 Parte 2 "Mankind" 1976-80 Parte 3 "Trasfigurazione" 1996. Parte 1 registrata nel 1973 Kiril Kondrashin (dirett.), pubblicata su LP nel 1973. Tutte e 3 le parti presentate in anteprima e registrate nel 1996 da Vladimir Ashkenazy (dirett.), pubblicato in CD nel 2000 |
| –                    | Sfumature - Op. 52#3, 59#1, 58, 51, 57#1, 57#2, 65#1, 61, 74#5, 71#1, 59#2, 63#1, 63#2, 65#3 | balletto                                                      |                 | suite di 14 tardi brani per pianoforte di Skrjabin, orchestrati da Alexander Nemtin nel 1975, presentata e registrata nel 1996 da Vladimir Ashkenazy (dirett.), pubblicato CD 2000 |